# 黄世芳
黄世芳（1977年10月—），女，广西北海人，中华人民共和国外交官，曾任中华人民共和国驻哥打基纳巴卢总领事，现任中华人民共和国驻毛里求斯共和国特命全权大使。1998年6月加入中国共产党。

## 生平
2011年，任广西东兴市委副书记、市长，兼东兴边境经济合作区管理委员会主任。2012年，升任共青团广西区委副书记、党组成员。2020年，任广西来宾市委常委、宣传部长、副市长。2022年5月，出任中华人民共和国驻哥打基纳巴卢总领事。2025年3月，自驻哥打基纳巴卢总领事离任。5月，出任中华人民共和国驻毛里求斯大使。